# توريرت (آيت زغار الغربية)
توريرت هو دُوَّار يقع بجماعة إمي نولاون، إقليم ورززات، جهة درعة تافيلالت في المملكة المغربية. ينتمي الدوّار لمشيخة آيت زغار الغربية التي تضم 8 دواوير. يقدر عدد سكانه بـ 484 نسمة حسب الإحصاء الرسمي للسكان والسكنى لسنة 2004.

## روابط خارجية
- البوابة الوطنية للجماعات الترابية نسخة محفوظة 12 مارس 2018 على موقع واي باك مشين.
- المندوبية السامية للتخطيط